# Forteresse de Hisar à Prokuplje
Ne doit pas être confondu avec Hisar.
La forteresse de Hisar à Prokuplje (en serbe cyrillique : Град Хисар у Прокупљу ; en serbe latin : Grad Hisar u Prokuplju) est située à Prokuplje et dans le district de Toplica, en Serbie. Elle est inscrite sur la liste des monuments culturels de grande importance de la République de Serbie (identifiant no SK 2052),.

## Présentation
La forteresse, située dans une boucle de la rivière Toplica, forme un ensemble classé (même numéro d'identifiant) avec l'église latine (identifiant no SK 229), et l'église Saint-Procope (même identifiant que celui de la forteresse) située à ses pieds.